# Марценюк Юрій Григорович
Ю́рій Григо́рович Марценю́к (нар. 12 лютого 1960 — пом. 6 грудня 2014) — солдат Збройних сил України, учасник російсько-української війни.

## Життєпис
З дитинства проживав у місті Тетіїв — після смерті батька родина переїхала з Донеччини. Мама Марія Михайлівна сама виховувала трьох дітей. Закінчив 8 класів, пішов працювати до відгодівельного радгоспу «Тетіївський». Пройшов строкову службу в танкових військах, по демобілізації працював на Київському залізобетонному заводі, цегельному заводі «Керамік», сторожем Дзвеняцької сільської школи. Від 1999 року працював у приватному сільськогосподарському підприємстві «Слобода».
10 серпня добровольцем пішов на фронт, навідник-оператор, боєць 25-го батальйону територіальної оборони «Київська Русь».
Загинув зранку 6 грудня 2014-го під Дебальцевим від поранення в голову під час артобстрілу опорного пункту. Ракета влучила у вагончик — там грілися захисники.
10 грудня 2014-го похований на кладовищі мікрорайону «Слобода» Тетієва, в Тетіївському районі оголошено 3-денну жалобу.
Лишились мама, дружина.

## Нагороди та вшанування
За особисту мужність і героїзм, виявлені у захисті державного суверенітету та територіальної цілісності України, вірність військовій присязі під час російсько-української війни, відзначений — нагороджений
- 1 березня 2016 року — орденом «За мужність» III ступеня (посмертно)[1]

Вшановується в меморіальному комплексі «Зала пам'яті», в щоденному ранковому церемоніалі 5 грудня.